# 阿部友保
阿部 友保（あべ　ともやす、1991年11月5日 - ）は日本のファッションモデル、俳優。東京都出身。旧芸名、中谷友保。
高校在学中「アミューズ30周年記念オーディション」で東京最終審査に残るも落選。しかし、所属が決定した。2009年に小説家桜井亜美の監督作品「プラネタリウム」で映画初主演。
2012年芸名を本名の阿部友保に戻し、東京コレクション、MEN'S NON-NOなどで活動を再開する。

## 出演

### ドラマ
- 恋する星座
- 東京少女

### 映画
- プラネタリウム
- クソ素晴らしいこの世界